# Убивство в коледжі
Вбивство в коледжі (англ. Murder Goes to College) — американський комедійний детектив режисера Чарльза Райснера 1937 року.

## У ролях
- Роско Карнс — Сім Перкінс
- Марша Хант — Нора Беррі
- Лінн Оверман — Генрі «Хенк» Хайер
- Бастер Краббе — Страйк Белно
- Астрід Еллвін — Грета Беррі
- Гарві Стефенс — Пол Бродерік
- Пернелл Претт — президент Артур Л. МакШин
- Барлоу Борланд — Дін Вілфред Еверетт Олні
- Ерл Фокс — Том Беррі
- Еллен Дрю — Ліл
- Нік Лукатс — п'яниця
- Джек Чапін — водій таксі
- Чарльз С. Вілсон — інспектор Сімпсон